# Zurück nach Jerusalem
Die Bewegung Zurück nach Jerusalem (chinesisch: 传回耶路撒冷运动) ist eine Vision der chinesischen christlichen Kirchen zur Evangelisation aller buddhistischen, hinduistischen und islamisch geprägten Länder der Welt. Die Bewegung wurde in den 1920er Jahren gegründet. Während der kommunistischen Herrschaft war sie gezwungen, im Untergrund zu wirken.
Heute will die Bewegung mindestens 100.000 Missionare entlang der Seidenstraße aussenden, um in 51 Ländern missionarisch tätig zu werden. Drei chinesische Hauskirchenleiter beschreiben ihre Vision um den großen Sendungsauftrag Jesu aus ihrer Sicht zu erklären.